# Miskolczy Márton (püspök)
Miskolczy Márton (Galgóc, 1763. november 9. – Esztergom, 1848. március 13.) fölszentelt püspök.

## Élete
Esztergom egyházmegyei novíciusként tanulmányait 1785-ben a budai szemináriumban kezdte, majd 1789-ben a pozsonyi generális szemináriumban fejezte be. 1789. szeptember 26-án pappá szentelték. Koroson lett káplán. 1794. április 15-től nagylapási, 1796. december 18-tól dunacsúni, 1798. június 28-tól nádasi, 1815. június 18-tól szakolcai plébános és kolosi apát. 1821. november 1-től pozsonyi kanonok s az érseki líceum helyettes igazgatója, az agg papok intézetének igazgatója. 1823-tól nagyszombati adminisztrátor. 1825. április 7-től esztergomi kanonok. 1829. december 1-től nyitrai főesperes, 1835. szeptember 2-ától szentistváni prépost, december 31-től szentgyörgymezei prépost. 1845. június 2-ától nagyprépost. 1840. május 29-én kinevezték, december 14-én megerősítették, Esztergomban 1841. március 21-én tinnini püspökké szentelték és mindaddig segédpüspök amíg meg nem vakult.